# Blowin’ in the Wind
Blowin’ in the Wind ist ein Folksong von Bob Dylan. Er wurde 1963 auf dem Studioalbum The Freewheelin’ Bob Dylan veröffentlicht und gehört zu den bekanntesten Stücken des Musikers. Wesentliche Teile der Melodie hat Dylan aus dem traditionellen Gospel No More Auction Block adaptiert.
Blowin’ in the Wind ist ein Protestlied, das sich mit rhetorischen Fragen beschäftigt und zu einer Hymne der US-amerikanischen Bürgerrechts- und Friedensbewegung wurde. Der Rolling Stone listet das Stück auf Platz 14 der 500 besten Songs aller Zeiten. 1963 hatten Peter, Paul & Mary mit ihrer Coverversion einen Charterfolg.

## Entstehung und Veröffentlichung
Dylan schrieb den Song im April 1962 in einem New Yorker Folk-Café. Er erschien erstmals 1963 bei Columbia Records auf seinem zweiten Studioalbum The Freewheelin’ Bob Dylan. Das Stück wurde im selben Jahr als Single herausgegeben, konnte sich jedoch nicht in den Charts platzieren. Den Text hatte Dylan 1962 vorab in der Zeitschrift Sing Out! veröffentlicht.
Der Song gilt als eine Hymne der Folk-Rock-Bewegung. Der Liedtext setzt sich mit rhetorischen Fragen auseinander. Er wurde zu einer Anti-Kriegs-Hymne. Auch als Filmmusik wurde das Lied oft verwendet. Jon J. Muth illustrierte 2011 zu dem Songtext ein Kinderbuch, das Nachwort ist von Greil Marcus.
Bevor Dylans Aufnahme des Songs erschien, hatte ihn der Musiker Lorre Wyatt auf Konzerten als seinen eigenen gespielt. Später behauptete er, Dylan habe ihm das Lied für wenige Dollar verkauft. Erst 1974 gestand Wyatt in einem Interview sein Fehlverhalten ein.
2004 wurde der Song von der Musikzeitschrift Rolling Stone auf Platz 14 der 500 besten Songs aller Zeiten gewählt.

## Kommerzieller Erfolg

### Chartplatzierungen
Blowin’ in the Wind erreichte die britischen Charts erstmals 2009.
| ChartsChartplatzierungen     | Höchstplatzierung | Wochen |
| ---------------------------- | ----------------- | ------ |
| Vereinigtes Königreich (OCC) | 93 (3 Wo.)        | 3      |

### Auszeichnungen für Musikverkäufe
| Land/Region                  | Auszeichnungen für Musikverkäufe (Land/Region, Auszeichnung, Verkäufe) | Verkäufe |
| ---------------------------- | ---------------------------------------------------------------------- | -------- |
| Italien (FIMI)               | Gold                                                                   | 25.000   |
| Spanien (Promusicae)         | Gold                                                                   | 30.000   |
| Vereinigtes Königreich (BPI) | Gold                                                                   | 400.000  |
| Insgesamt                    | 3× Gold ·                                                              | 455.000  |

Hauptartikel: Bob Dylan/Auszeichnungen für Musikverkäufe

## Coverversionen
Die erfolgreichste Coverversion des Songs ist die von Peter, Paul & Mary. Die Single erreichte im August 1963, also zeitgleich mit der Veröffentlichung des Albums The Freewheelin' Bob Dylan, Platz 2 in den Billboard Hot 100.
Weitere bekannte Coverversionen des Songs gibt es unter anderem von Joan Baez, The Hollies, Elvis Presley, Chet Atkins, Sam Cooke, Neil Young und Stevie Wonder sowie den Bee Gees.
Nichtenglischsprachige Coverversionen sind das dänische Vinden Gi'r Dig Svar von Gitte Hænning und das deutsche von Marlene Dietrich gesungene Die Antwort weiß ganz allein der Wind, das 1964 Platz 32 der deutschen Charts erreichte. Eine Interpretation der deutschen Version veröffentlichte die Sängerin Nina Hagen auf ihrem 2022 erschienenen Album Unity (Grönland Records).